# L'isola degli uomini pesce
L'isola degli uomini pesce è un film del 1979, diretto da Sergio Martino.
Fu più volte pesantemente modificato per la distribuzione nel mercato statunitense, con l'aggiunta di nuove scene girate appositamente negli Stati Uniti e l'eliminazione di circa mezz'ora del film originale.
Nel 1995 il regista girò un seguito con il film per la televisione La regina degli uomini pesce.

## Trama
Dopo il naufragio di una nave diretta alle prigioni della Caienna con un carico di deportati, il tenente Claude De Ross approda fortunosamente con alcuni di essi su di un'isola misteriosa. Nel cercare cibo, Claude e due compagni finiscono prigionieri di Edmond Rackham. Questo vive in una villa di stile coloniale servito e protetto da indigeni e dalla haitiana Shakira, la quale, stregona Vudù, deve controllare l'affascinante Amanda. Eliminati anche i suoi due ultimi compagni, Claude scopre che deve la sua salvezza al fatto che essendo medico gli viene affidato il compito di tenere in vita il professor Marvin, malato e padre di Amanda, un biologo scienziato costretto a lavorare per conto del cattivo del film.
Legatosi ad Amanda, Claude viene condotto nei laboratori dove Marvin è riuscito a creare degli uomini-pesce, una sorta di fantascientifico incrocio genetico tra uomini e pesci, per utilizzarli nel recupero del tesoro del tempio del dio Sole di Atlantide sepolto negli abissi sotterranei dell'isola, e dove può osservare attraverso una campana subacquea all'opera gli uomini-pesce, che portano in superficie oggetti e arredi in oro. Ma, come aveva profetizzato la medium Shakira, un'eruzione vulcanica sconvolge i piani di Rackham distruggendo tutto. Claude miracolosamente riesce a sopravvivere e a condurre con sé Amanda, salvati proprio dagli uomini-pesce.

## Versioni alternative

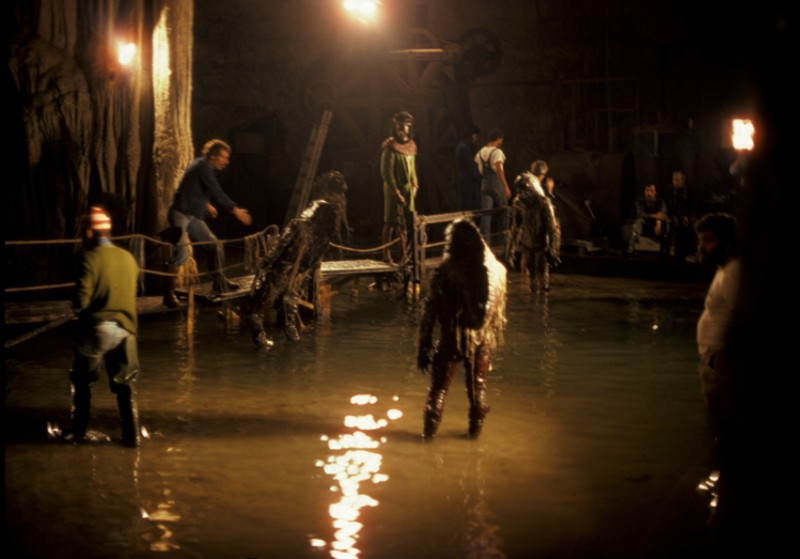
Backstage sul set delle Grotte di Nettuno

Dopo essere stata acquisita dai distributori americani New World Pictures e United Pictures Organization, Miller Drake venne assunto per scrivere e dirigere un nuovo inizio per il film. In questo prologo Cameron Mitchell interpreta un capitano di mare che trasporta un gentiluomo (Mel Ferrer), che aveva sperperato il patrimonio di famiglia alla ricerca del tesoro di Atlantide sull'isola.
Queste scene contengono macabri effetti speciali cosmetici delle ferite inflitte dagli uomini pesce, creati da Chris Walas. Tra le altre modifiche al film vi è l'aggiunta di spunti musicali di Sandy Berman non presenti nel montaggio italiano, un doppiaggio in inglese e un nuovo titolo, Something Waits in the Dark.
Dopo che questa versione del 1980 non ebbe riscosso successo, Jim Wynorski assunse il controllo dell'anteprima del film della New World Pictures. Wynorski ribattezzò (nuovamente) il film e per questa nuova versione, dal titolo Screamers, fu girata appositamente una scena di un uomo rivoltato da dentro a fuori per essere inserita in un trailer in modo da attirare un pubblico che non si era accorto del film.
Al momento della sua distribuzione, nel giugno del 1981, Screamers ottenne buoni risultati per la sua azienda, ma quando gli spettatori si lamentarono che la scena raccapricciante dell'"uomo rivoltato da dentro a fuori" non era stata inclusa, la pellicola fu rispedita nel Nuovo Mondo per incollarci la scena richiesta. Questa sequenza non è mai stata vista nell'home video in quanto non faceva parte del negativo originale.
Sia Something Waits in the Dark sia Screamers duravano approssimativamente 85 minuti. Circa una mezz'ora di filmato venne tolto dal film originale L'isola degli Uomini pesce, al fine di fare spazio per le aggiunte statunitensi sopra descritte.

## Produzione
Una parte del film è stata girata in una delle Isole Caraibiche, dove sono state ambientate molte scene di interni ed esterni con ambientazioni tipiche di stile coloniale; la parte delle scene subacquee ed il set principale con ambientazioni stile racconti di Jules Verne sono state girate a Capo Caccia, nella Grotta di Nettuno e nella spiaggia delle Bombarde presso Alghero; le ricostruzioni di Atlantide tipo effetti speciali anni settanta sono state girate nella piscina olimpica di Roma.

## Distribuzione

### Titoli
- Originale: L'Isola del Dio Vulcano
- Italiano: L'Isola degli uomini pesce (distribuzione)
- Inglese: Island of Fishmen e Island of Mutation
- Francese: Le Continent des Hommes Poissons
- Spagnolo: La Isla de los Hombres Peces
- Tedesco: Insel der Neuen Monster
- Americano (USA): Something Waits in the Dark (1980) e Screamers (1981)

## Accoglienza

### Critica
Secondo Carlo Pagetti nella Encyclopedia of Science Fiction il film sembra avere preso ispirazione al film flop del 1977 L'isola del dottor Moreau (The Island of Dr. Moreau) di Don Taylor, trito remake del film del 1932. Secondo Fantafilm la pellicola sarebbe un prodotto sopravvalutato all'estero: